# Глобино (корпорація)
Гло́бино — українська група компаній, що об'єднує підприємства харчової промисловості. Головний офіс розташований у місті Глобине Полтавської області.
Компанію створено 1998 року зі створення першого підприємства «Глобинський м'ясокомбінат». За 17 років до складу корпорації увійшло 6 підприємств.

### Склад
- ТОВ «Глобинський м'ясокомбінат»
- ТОВ «Глобинський маслосирзавод»
- ТОВ НВП «Глобинський свинокомплекс»
- Торговий дім «Глобино»
- ТОВ «НВП „Глобинський м'ясомолочний комплекс“»
- ТОВ «Глобино Агро»
- Тренувальний центр
- ТОВ «Глобинський м'ясомолочний комплекс»

### ТОВ «Глобинський м'ясокомбінат»
«Глобинський м'ясокомбінат» засновано 1998 року як невелику бійню з добовою продуктивністю до 2 тонн м'яса. Згодом добова продуктивність становить 100 тонн м'ясної продукції.

#### Власники та керівництво
- Кузьмінський Олександр Васильович — власник.

#### Продукція
- варені ковбаси й сосиски
- варено-копчені та напівкопчені
- сиров'ялені та сирокопчені ковбаси
- шинка
- м'ясні та курячі делікатеси.

Підприємство виробляє близько 200 найменувань продукції, на ньому працюють дві лабораторії: вимірювальна лабораторія департаменту контролю якості та електротехнічна лабораторія.

## Нагороди
- «Слов'янська весна. Найкраща м'ясна лавка» (Харків, 2002)
- «Полтавська марка» (2004)
- «Прод-Експо-2004» (4 медалі: золоті, срібні, бронзові)
- «Прод-Експо-2007» (9 медалей, золоті, срібні та бронзові)
- «Найкращий вітчизняний товар 2007 року». Диплом «Найкращий вітчизняний товар 2007». «Виробник найкращих вітчизняних товарів 2007»
- Конкурс «Найкращий продукт-2008»
- «Прод-Експо-2008»
- Всеукраїнський конкурс якості продукції «100 найкращих товарів України» «Молочна і м'ясна індустрія XXI століття»
- Національна премія «Made-in-Ukraine-2011»
- «Світ морозива та холоду» & «Молочна і м'ясна індустрія XXI століття».

## Глобинський маслосирзавод
Потужності заводу засновано 1929 року. Наразі завод має велику площу цехів і структуровану схему роботи. Завод переробляти понад 150 тонн молока на добу. Виробляє масло, сир казеїн.
Виробництво молочної продукції розташоване в цехах площею 3021,5 м², в тому числі площа виробничих цехів — 1156 м², адміністративних приміщень — 473 м². У травні 2006 року завод розпочав випуск твердих сирів. Потреби маслосирзаводу в сировині задовольняє «Глобинський м'ясомолочний комплекс».
Продукція заводу ставала переможцем обласного етапу конкурсу якості продукції «100 найкращих товарів України», фіналістом у номінації «Продовольчі товари» — сир твердий Російський великий 50 % жирності.

### Торговий дім «Глобино»
Торговий дім «Глобино» — це 28 регіональних торгових представництв компанії по всій Україні. Це ланка між виробничою базою, підприємствами групи компаній «Глобино» і торговими підприємствами. Торговий дім має транспортний парк та професійних робітників на всіх рівнях управління. Забезпечує підвищення кваліфікації ключових співробітників.

### ТОВ НВП «Глобинський свинокомплекс»
Підприємство займається вирощуванням великої рогатої худоби для м'ясної промисловості. Підприємство розпочало свою діяльність 2006 року, з кількістю співробітників сягає близько 700 осіб. Працює при замкнутому циклі відтворення свиней та з власним виробництвом кормів. Директор Старобор Василь Васильович.
Свинокомплекс — підприємство з найвищими темпами розвитку в складі групи. Для роботи підприємства введено в експлуатацію 17 тваринницьких приміщень. На території репродуктивного комплексу побудовано елеватор, де здійснюються приймання, очищення і сушіння зерна (6 зерносховищ на 9000 тонн зерна). Товарний комплекс на 4450 свиноматок в місяць виробляє до 850 тонн свинини в живій вазі. Селекційно-племінний комплекс на 1350 свиноматок. Середньодобовий приріст на відгодівлі становить 770—800 г, конверсія корму по комплексу — 2,8-2,9 кг, загальна зі свиноматками — 3,2 — 3,4 кг корму на 1 кг приросту. Багатоплідність свиноматок — 11 поросят. Племінний молодняк закупляється на підприємстві «Хермітейдж Дженетікс». Для отримання напівкровних батьківських свинок Ф-1 підприємство використовує свинок і кнурів породи ландрас і великої білої, отримує по 12,5 життєздатних поросят від однієї матки. Свиноматки племінного ядра дають по 14-15 поросят за один опорос.
Підприємство може надавати спермопродукцію європейської якості свинарям від термінальних кнурів, кнурів ландрас і великої білої ірландської селекції. 2012 року свинокомплексу присвоєно статуси племінного заводу по породі ландрас і племінного репродуктора по породі велика біла. У господарстві ремсвинки показують високий відсоток довільного приходу в ранньому віці (починаючи з п'яти місяців), відсоток заплідненості сягає 92-93 % при середньому багатоплідді. У вересні 2012 року запустили додатковий товарний комплекс на 5000 свиноматок. Комплекс розміщено на 4-х майданчиках: репродуктор, два майданчики дорощування на 22 тисячі поросят і відгодівельний цех на 44 тисячі місць з рідким годуванням. Репродуктор укомплектовується ремонтним молодняком, який вирощено на селекційно-племінному комплексі.

### Тренінговий центр
Тренінговий центр — український філіал центру «Альтернативний шлях» на базі групи компаній «Глобино». Центр з проведення спеціальних медитаційних сесій, спрямованих на вирішення низки професійних проблем учасників: підвищення стресостійкості, підготованість до високих швидкостей і викликів сучасного бізнесу, за сучасними методиками і спеціальним обладнанням. Для керівництва вищої та середньої ланки групи компаній «Глобино» розроблена довгострокова програма семінарів-тренінгів «Бізнес як духовний шлях», яку проводять тренери центру системного консультування та навчання «Альтернативний шлях». Навчання за програмою проходить 90 % топменеджменту групи компаній та частина керівників середньої ланки.

### ТОВ ПБО «Дніпро»
ТОВ ПБО «Дніпро» — будівельний напрямок корпорації «Глобино». Підприємство займається пропонуванням рішень з компонування і конструкції будівель, опалення і вентиляції, водопостачання та водовідведення, електро- і газопостачання з використанням передових будівельних технологій і матеріалів.
Директор — Джетере Дмитро Артурович.